# Rue Dupetit-Thouars
La rue Dupetit-Thouars est une rue du 3e arrondissement de Paris.

## Situation et accès
La rue Dupetit-Thouars est située dans le quartier du Marais entre le square du Temple et la place de la République.
Ce site est desservi par les stations de métro Temple et République.

## Origine du nom
L'origine du nom est incertaine. L'odonyme peut faire référence à :
- Aristide Aubert Du Petit-Thouars, héros de la bataille d'Aboukir (1798), c'est notamment l'avis des frères Lazare (1844), du marquis de Rochegude (1910) et de Jacques Hillairet (1963) [1],[2],[3],[4] ;
- Louis-Marie Aubert du Petit-Thouars, botaniste français. C'est l'avis de Jean de La Tynna (1812)[1],[5].

Une des deux plaques de rue, côté sud de celle-ci, à l'angle de la rue du Temple, indique clairement qu'il s'agit du botaniste[réf. nécessaire].

## Historique
La rue est ouverte en 1809 sur une partie de l'ancien enclos du Temple.

## Bâtiments remarquables et lieux de mémoire
- Dans l'angle avec la rue de la Corderie, la place Nathalie-Lemel.
- Sur le côté sud de la rue, entre la rue de Picardie et la rue Eugène-Spuller, le Carreau du Temple.
- Au no 11, l'école supérieure des arts appliqués Duperré.
- Un plan de l'ancien enclos du Temple, avec indication des rues actuelles, est affiché au mur à l'angle avec la rue Gabriel-Vicaire.

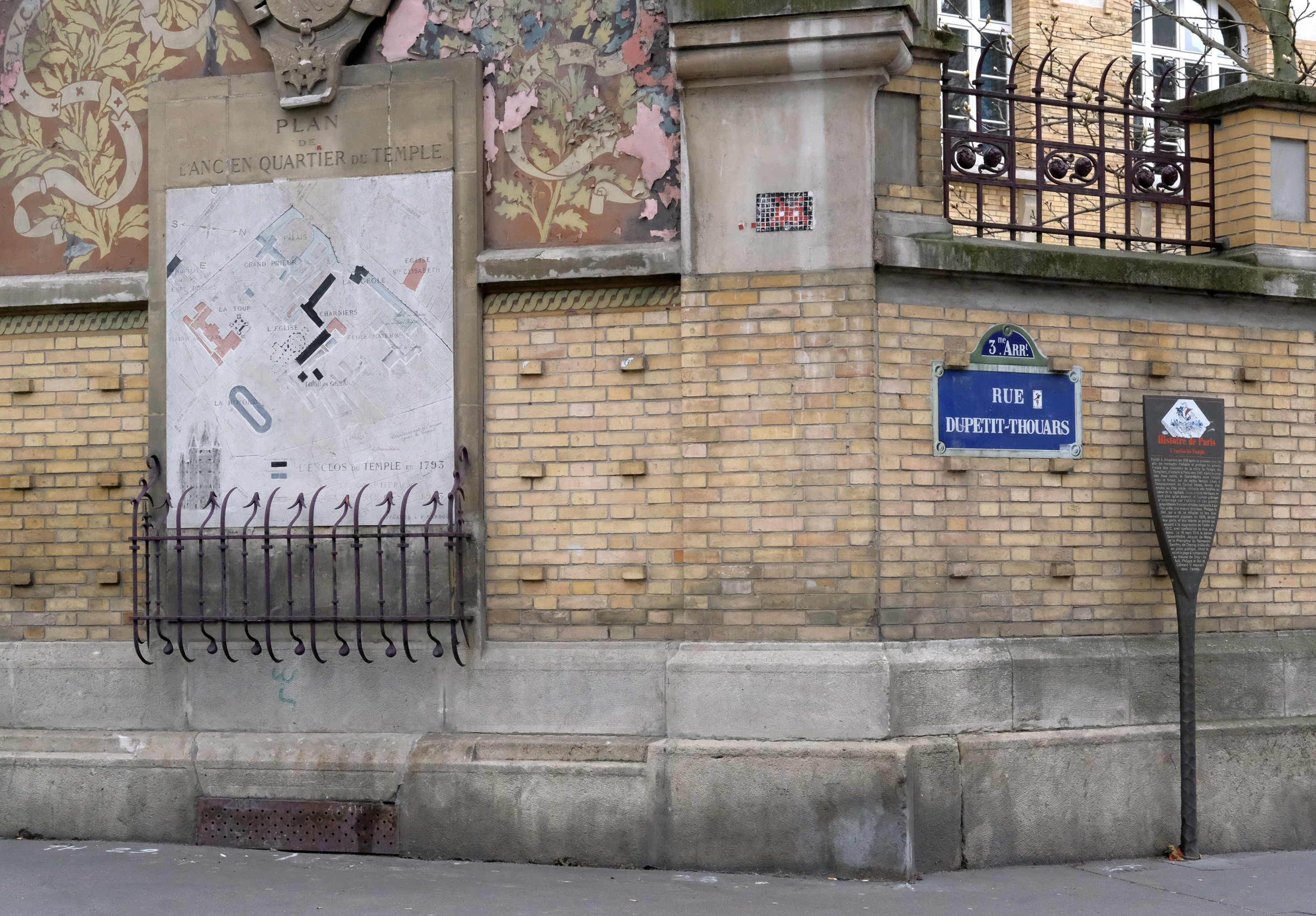
Panneau historique de la ville de Paris concernant l'enclos du Temple.
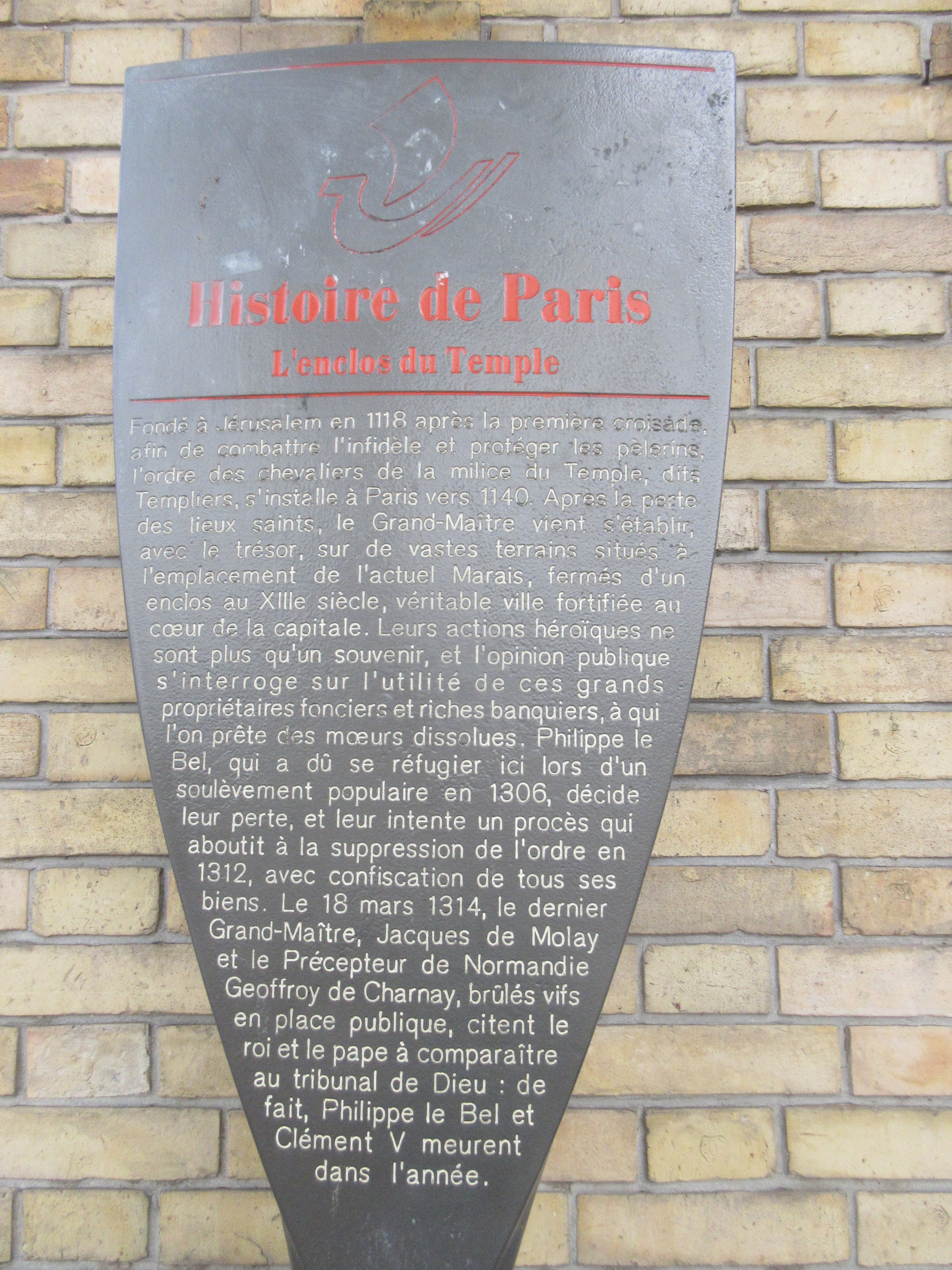
Panneau Histoire de Paris « L'Enclos du Temple »

## Pour approfondir